# El Tanque
El Tanque ist eine Gemeinde auf der Kanareninsel Teneriffa mit 2.787 Einwohnern (Stand: 2024).

## Geographie

### Geographische Lage
El Tanque liegt etwa 63 Kilometer westsüdwestlich von Santa Cruz de Tenerife und etwa 36 Kilometer nördlich von Adeje. Nachbargemeinden sind Garachico im Norden und Osten, Santiago del Teide im Süden und Los Silos im Westen. Neben Tegueste und Vilaflor ist El Tanque eine von drei Gemeinden auf Teneriffa ohne Zugang zum Meer.
Die Gemeinde El Tanque hat eine Ausdehnung von 23,36 km² auf einer durchschnittlichen Höhe von 590 m über dem Meeresspiegel.

### Gemeindegliederung
Die Gemeinde El Tanque besteht neben dem gleichnamigen Hauptort mit 1619 Einwohnern aus den Ortsteilen San José de los Llanos mit 544 Einwohnern, Ruigómez mit 353 Einwohnern und Erjos mit 134 Einwohnern (Stand: 2017).

## Geschichte
Der Ortsname leitet sich von einem zur Bewässerung der dortigen Felder angelegten Teich (spanisch estanque) ab.
Nach der Eroberung Teneriffas durch die Spanier entwickelte sich der Ort ab 1540 um eine Einsiedelei, an deren Stelle 1596 eine Kapelle zu Ehren von Antonius von Padua errichtet wurde. Ab 1605 lässt sich die dauerhafte Besiedlung der Ortschaft nachweisen, die zunächst zu Garachico gehörte. 1621 bekam der Ort einen eigenen Ortsvorsteher und war ab dem 16. April 1642 eine unabhängige Gemeinde. Bei einem Vulkanausbruch im Jahr 1706, der die Hafenstadt Garachico zerstörte, war auch El Tanque stark betroffen und wurde verwüstet, die Bevölkerung wanderte teilweise ab. Im Folgejahr wurde mit dem Bau einer neuen Kirche begonnen, die 1729 fertiggestellt wurde.
1909 war der Ort erneut von einem Vulkanausbruch betroffen, bei einem Ausbruch des Chinyero wurde allerdings nur Land in höhergelegenem Gebiet der Gemeinde verwüstet, Menschen kamen nicht zu Schaden.

## Verkehr
In El Tanque endet seit der Verlängerung von Icod de los Vinos 2014 die TF-5, die ab Los Realejos als Nordautobahn ausgebaut ist und nach Santa Cruz führt. Außerdem führt eine Bergstraße über den Pass von Erjos nach Santiago del Teide, wo die TF-1 (Autopista del Sur) endet. Um eine schnellere Verbindung zur Südautobahn herzustellen, soll die TF-1 von Santiago del Teide bis nach El Tanque durch einen mehr als fünf Kilometer langen Tunnel verlängert werden. Die Fertigstellung ist für 2027 geplant.

## Einwohnerentwicklung
| Jahr | Einwohner | Bevölkerungsdichte |
| ---- | --------- | ------------------ |
| 1991 | 3.058     |                    |
| 1996 | 3.247     |                    |
| 2001 | 2.966     | 214,60 Ew./km²     |
| 2002 | 3.544     |                    |
| 2003 | 3.198     | 135,30 Ew./km²     |
| 2004 | 3.111     | 133,20 Ew./km²     |
| 2005 | 3.096     |                    |
| 2006 | 3.042     |                    |
| 2007 | 3.045     |                    |
| 2008 | 3.031     |                    |
| 2009 | 3.015     | 127,50 Ew./km²     |
| 2014 | 2.775     | 117,39 Ew./km²     |
| 2016 | 2.658     | 112,44 Ew./km²     |